# Antonimina
Antonimina là một đô thị ở tỉnh Reggio Calabria trong vùng Calabria, Ý, có cự ly khoảng 80 km về phía tây nam của Catanzaro và khoảng 45 km về phía đông bắc của Reggio Calabria.
Antonimina giáp các đô thị: Ciminà, Cittanova, Gerace, Locri, Portigliola, Sant'Ilario dello Ionio.